# バーテックススタンダード
バーテックススタンダードLMR合同会社（英: Vertex Standard LMR, Inc.）は、東京都港区に本社を置く日本の無線通信機器メーカーである。

## 概要
LMR（Land Mobile Radio）の名の通り、陸上業務用無線機の開発・製造をおこなっている。

国内向けには、モトローラブランドとスタンダードブランドの無線機を開発しており、前者はモトローラ・ソリューションズ株式会社、後者は八重洲無線株式会社が販売を行っている。

## 沿革
- 1956年 - 株式会社ゼネラルテレビサービスを東京都大田区に設立する。
- 1964年 - 本社を八重洲へ移転し、八重洲無線株式会社へ商号変更する。
- 1973年 - 須賀川工場を新設し、YAESU USA, Inc.をロサンゼルスに設立する。
- 1978年 - 本社を下丸子へ移転し、業務無線通信機器市場へ参入する。
- 1989年 - 株式会社ヤエスを岩手県に設立する。
- 1991年 - ジャスダック証券取引所に株式公開する。
- 1998年 - 日本マランツの通信機部門と商標スタンダードを買収する。
- 1999年 - STANDARD HORIZONブランドを使用開始し、海外船舶無線通信市場へ参入する。
- 2000年
  - 本社を中目黒へ移転して株式会社バーテックススタンダードへ商号変更する。
  - ボッシュブレーキシステムから株式会社トロンデュールを買収して情報通信市場へ参入する。
  - 須賀川工場及び株式会社ヤエスを株式会社トロンデュールへ事業譲渡する。
- 2003年 - ニューヨーク市警察へ業務用通信機器を出荷開始する。
- 2004年 - 株式会社トロンデュールEMS事業から会社分割により新設したKYBトロンデュール株式会社をカヤバ工業（現:KYB株式会社）へ譲渡する。
- 2005年 - 業務用P25（英語版）[1]デジタル通信機を販売開始する。
- 2008年
  - モトローラの友好的株式公開買い付けを受諾して資本と事業で提携を開始する。
  - 4月22日 - 株式上場を廃止する。
- 2009年
  - 国内船舶無線通信市場へ参入する。
  - 10月1日 - 販売子会社の株式会社スタンダードを吸収合併する。
- 2011年 - 業務用DMR[2]デジタル通信機を販売開始する。
- 2012年
  - 1月1日 - モトローラ・ソリューションズの完全傘下[3]になり、陸上業務用無線機の開発・製造に特化したバーテックススタンダードLMR合同会社として生まれ変わる。分割された八重洲無線株式会社が、アマチュア機、船舶無線機、航空無線機器の開発・製造を継承するとともに、バーテックススタンダードLMRのスタンダードブランド無線機の国内販売元として業務を始める。
- 2013年
  - 3月 - 本社を東京都港区に移転。
- 2016年 - 創業60周年